# Mutara III Rudahigwa
Mutara III Rudahigwa (Nyanza, 1911 — Bujumbura, 25 de juliol de 1959) va ser rei (mwami) de Ruanda entre 1931 i 1959. Va ser el primer rei de Ruanda a ser batejat, i l'Església catòlica es va estendre per Ruanda durant el seu regnat. Els seus noms cristians van ser Charles Léon Pierre, i de vegades es coneix com a Charles Mutara III Rudahigwa.

## Primers anys i educació
Rudahigwa va néixer el març de 1911, a la capital reial de Ruanda, Nyanza, del rei Yuhi V Musinga, i la reina Kankazi (més tard Reina Mare Radegonde Nyiramavugo III Kankazi), la primera de les seves onze esposes. Era membre del clan tutsi Abanyiginya.
El 1919 va començar la seva educació a l'Escola Colonial de Fills de Caps a Nyanza, convertint-se en secretari del seu pare el 1924. El gener de 1929 va ser nomenat cap i va administrar una província.

## Regnat
Rudahigwa esdevingué rei el 16 de novembre de 1931, l'administració colonial belga va deposar el seu pare, Yuhi V Musinga, quatre dies abans. Va prendre el nom reial Mutara, i esdevingué Mutara III Rudahigwa. He is sometimes referred to as Charles Mutara III Rudahigwa.
Va ser el primer rei de Ruanda en convertir-se al Catolicisme, convertint-se en 1943 i prenent el nom de Christian Léon Pierre. El seu pare s'havia negat a convertir-se al cristianisme i l'Església catòlica ruandesa el va percebre com anticristià i un impediment a la seva missió civilitzadora. Rudahigwa havia estat secretament instruït en el cristianisme per Léon Classe, el cap de l'església catòlica ruandesa, des de 1929, i va ser preparat pels belgues per reemplaçar el seu pare. El 1946 va dedicar el país a Crist, fent efectivament el cristianisme una religió d'estat. La seva conversió encapçalà una ona de batejos al protectorat.
El seu regnat va coincidir amb el pitjor període de fam registrat a Ruanda entre 1941 i 1945, que va incloure la fam de Ruzagayura (1944-1945), durant el qual van morir 200.000 de la població nacional del voltant de dos milions.

## Títols, estils, honors i premis

### Honors

#### Honors estrangers
- Cavaller comanador amb Estrella de l'Orde de Sant Gregori el Gran, 1947 per l'arquebisbe Giovanni Battista Dellepiane, delegat apostòlic a la República Democràtica del Congo.[16]

### Augment de les tensions ètniques
Durant el regnat de Rudahigwa hi va haver una marcada estratificació de la identitat ètnica a Ruanda-Urundi, el mandat belga, del qual Ruanda formava la part septentrional. En 1935, l'administració belga va emetre targetes d'identificació formalitzant les categories ètniques, tutsis, hutu i twa. Després de la Segona Guerra Mundial, va començar a créixer un moviment d'emancipació hutu al llarg de Ruanda-Urundi, alimentat per un creixent ressentiment de les reformes socials d'entreguerres, i també una creixent simpatia per als hutus dins de l'Església catòlica. Encara que en 1954 Rudhahigwa va abolir el sistema ubuhake de servitud laboral que explotava els hutus, va tenir poc efecte en la pràctica.
La monarquia i els tutsis prominents van percebre la creixent influència dels hutus i van començar a agitar-se per la independència immediata segons els seus propis termes, el que van culminar amb la demanda de Rudahigwa d'independència de Bèlgica en 1956. En 1957 un grup d'intel·lctuals hutu van escriure el "Manifest Bahutu". Aquest manifest polític va denunciar l'"explotació" dels hutus pels tutsi ètnics i va demanar el seu alliberament primer dels tutsis, i després del govern belga. Després d'això es van formar els partits polítics hutus, i el futur president Grégoire Kayibanda va formar el Moviment Social Hutu (aviat rebatejat com a MDR-PARMEHUTU) i Joseph Gitera creant l'Associació per la Promoció Social de la Massa (APROSOMA).

### Mort
El 24 de juliol de 1959 Rudahigwa va arribar a Usumbura (ara Bujumbura), Urundi, per a una reunió amb autoritats colonials belgues organitzada pel pare André Perraudin. L'endemà, va visitar el seu metge belga a l'hospital colonial, on va morir. Les autoritats belgues van exposar explicacions conflictives per la seva mort. Un era que es queixava d'un mal de cap sever i que el seu metge l'havia tractat, però es va col·lapsar quan va deixar l'hospital pel que posteriorment es va determinar, per tres metges, que era una hemorràgia cerebral. Una altra explicació belga va ser que va morir per una reacció a una injecció de penicil·lina. No es va realitzar una autòpsia a causa de les objeccions de la reina mare Kankazi.
Els rumors que havia assassinat deliberadament per les autoritats belgues eren abundants i les tensions van augmentar: els ruandesos es van reunir al llarg de les carreteres i van apedregar els cotxes europeus. Els rumors que tenia mala salut, que patia els efectes de beure en excés, així com els efectes de sífilis no tractada no es verifiquen amb cap evidència. Un assistent twa del rei va dir que tenia una gran salut en aquell moment, recolzat en la seva activa participació en activitats esportives, inclosos partits vigorosos de tennis.
Rudahigwa va ser succeït per Jean-Baptiste Ndahindurwa, com a Kigeli V.

## Vida personal
Mutara es va casar amb Nyiramakomali el 15 d'octubre de 1933 i es van divorciar en 1941. Es va casar per l'església amb la cristiana Rosalie Gicanda el 13 de gener de 1942.
Després de la mort de Rudahigwa, Rosalie Gicanda va romandre a Ruanda. Va ser assassinada en 1994 durant el genocidi de Ruanda per ordre d'Idelphonse Nizeyimana. Més tard va ser detigut, jutjat pel Tribunal Penal Internacional per a Ruanda, i sentenciat a cadena perpètua.

## Arbre genealògic
|  |                                      |  |  |  |  |  |  |  |  |  |  |  |  |  |  |  |
|  | 16. Yuhi IV de Ruanda                |  |  |  |  |  |  |  |  |  |  |  |  |  |  |  |
|  |                                      |  |  |  |  |  |  |  |  |  |  |  |  |  |  |  |
|  |                                      |  |  |  |  |  |  |  |  |  |  |  |  |  |  |  |
|  | 8. Mutara II Rwogera                 |  |  |  |  |  |  |  |  |  |  |  |  |  |  |  |
|  |                                      |  |  |  |  |  |  |  |  |  |  |  |  |  |  |  |
|  |                                      |  |  |  |  |  |  |  |  |  |  |  |  |  |  |  |
|  | 17. Nyiramavugo II Nyiramongi        |  |  |  |  |  |  |  |  |  |  |  |  |  |  |  |
|  |                                      |  |  |  |  |  |  |  |  |  |  |  |  |  |  |  |
|  |                                      |  |  |  |  |  |  |  |  |  |  |  |  |  |  |  |
|  | 4. Kigeli IV Rwabugiri               |  |  |  |  |  |  |  |  |  |  |  |  |  |  |  |
|  |                                      |  |  |  |  |  |  |  |  |  |  |  |  |  |  |  |
|  |                                      |  |  |  |  |  |  |  |  |  |  |  |  |  |  |  |
|  | 18. Mitari                           |  |  |  |  |  |  |  |  |  |  |  |  |  |  |  |
|  |                                      |  |  |  |  |  |  |  |  |  |  |  |  |  |  |  |
|  |                                      |  |  |  |  |  |  |  |  |  |  |  |  |  |  |  |
|  | 9. Nyirakigeri IV Murorunkwere       |  |  |  |  |  |  |  |  |  |  |  |  |  |  |  |
|  |                                      |  |  |  |  |  |  |  |  |  |  |  |  |  |  |  |
|  |                                      |  |  |  |  |  |  |  |  |  |  |  |  |  |  |  |
|  | 2. Yuhi V Musinga                    |  |  |  |  |  |  |  |  |  |  |  |  |  |  |  |
|  |                                      |  |  |  |  |  |  |  |  |  |  |  |  |  |  |  |
|  |                                      |  |  |  |  |  |  |  |  |  |  |  |  |  |  |  |
|  | 20. Gaga                             |  |  |  |  |  |  |  |  |  |  |  |  |  |  |  |
|  |                                      |  |  |  |  |  |  |  |  |  |  |  |  |  |  |  |
|  |                                      |  |  |  |  |  |  |  |  |  |  |  |  |  |  |  |
|  | 10. Rwakagara                        |  |  |  |  |  |  |  |  |  |  |  |  |  |  |  |
|  |                                      |  |  |  |  |  |  |  |  |  |  |  |  |  |  |  |
|  |                                      |  |  |  |  |  |  |  |  |  |  |  |  |  |  |  |
|  | 5. Nyirayuhi V Kanjogera             |  |  |  |  |  |  |  |  |  |  |  |  |  |  |  |
|  |                                      |  |  |  |  |  |  |  |  |  |  |  |  |  |  |  |
|  |                                      |  |  |  |  |  |  |  |  |  |  |  |  |  |  |  |
|  | 1. Mutara III Rudahigwa              |  |  |  |  |  |  |  |  |  |  |  |  |  |  |  |
|  |                                      |  |  |  |  |  |  |  |  |  |  |  |  |  |  |  |
|  |                                      |  |  |  |  |  |  |  |  |  |  |  |  |  |  |  |
|  | 6. Mbanzabigyi                       |  |  |  |  |  |  |  |  |  |  |  |  |  |  |  |
|  |                                      |  |  |  |  |  |  |  |  |  |  |  |  |  |  |  |
|  |                                      |  |  |  |  |  |  |  |  |  |  |  |  |  |  |  |
|  | 3. Radegonde Nyiramavugo III Kankazi |  |  |  |  |  |  |  |  |  |  |  |  |  |  |  |
|  |                                      |  |  |  |  |  |  |  |  |  |  |  |  |  |  |  |
|  |                                      |  |  |  |  |  |  |  |  |  |  |  |  |  |  |  |